# 玳瑁猫
玳瑁猫是一种毛发颜色与玳瑁相近的猫。玳瑁猫大部分为雌性，雄性玳瑁猫少见并且毛色更为接近纯色。

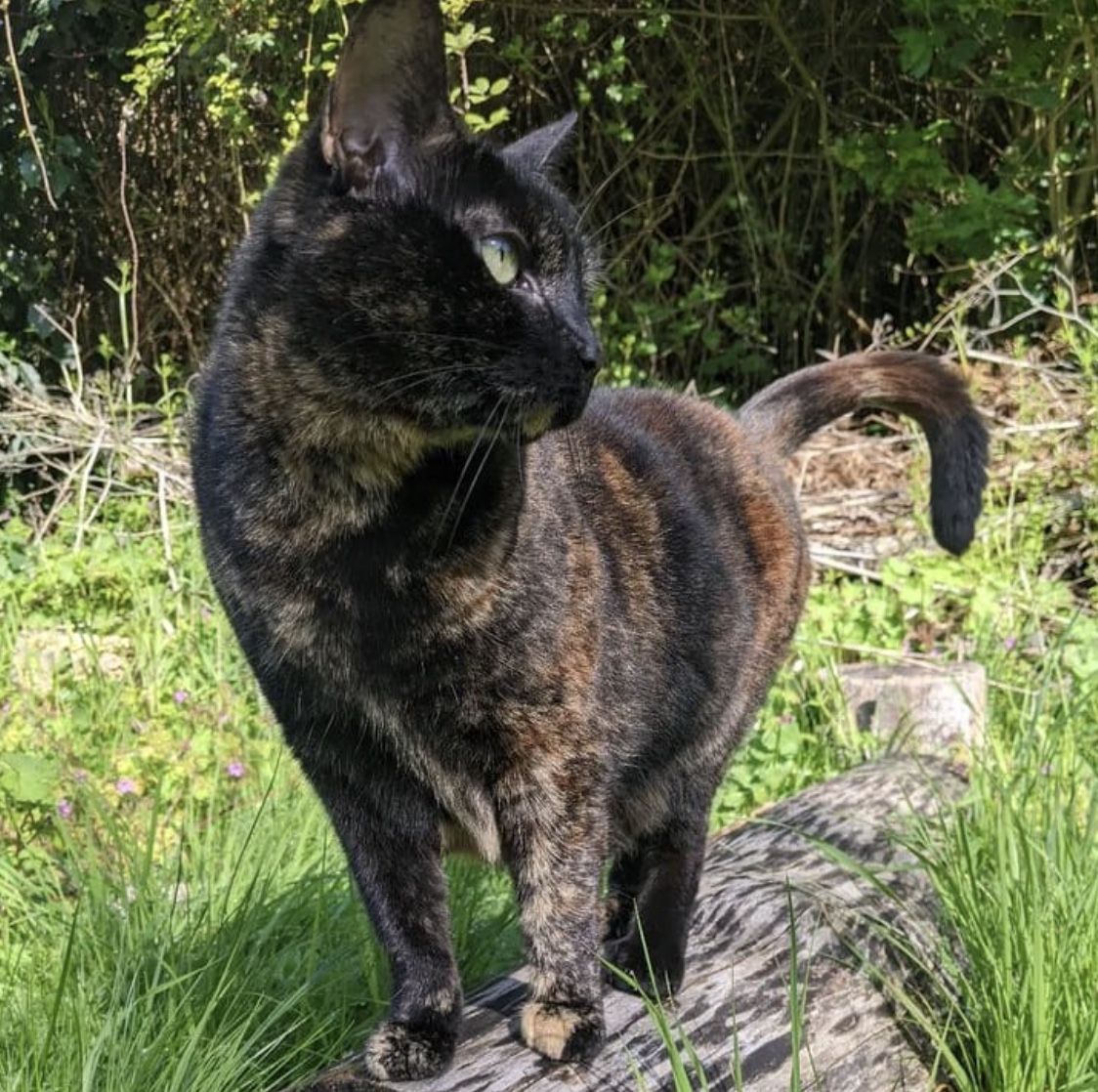
花园里叫Willow的短毛玳瑁猫

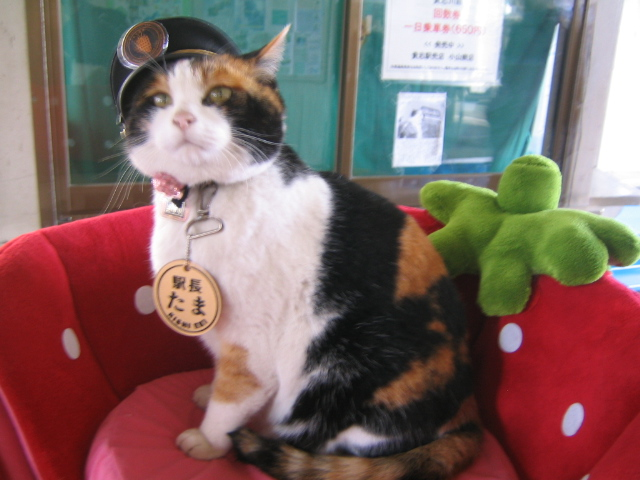
戴上站長帽子的三色貓

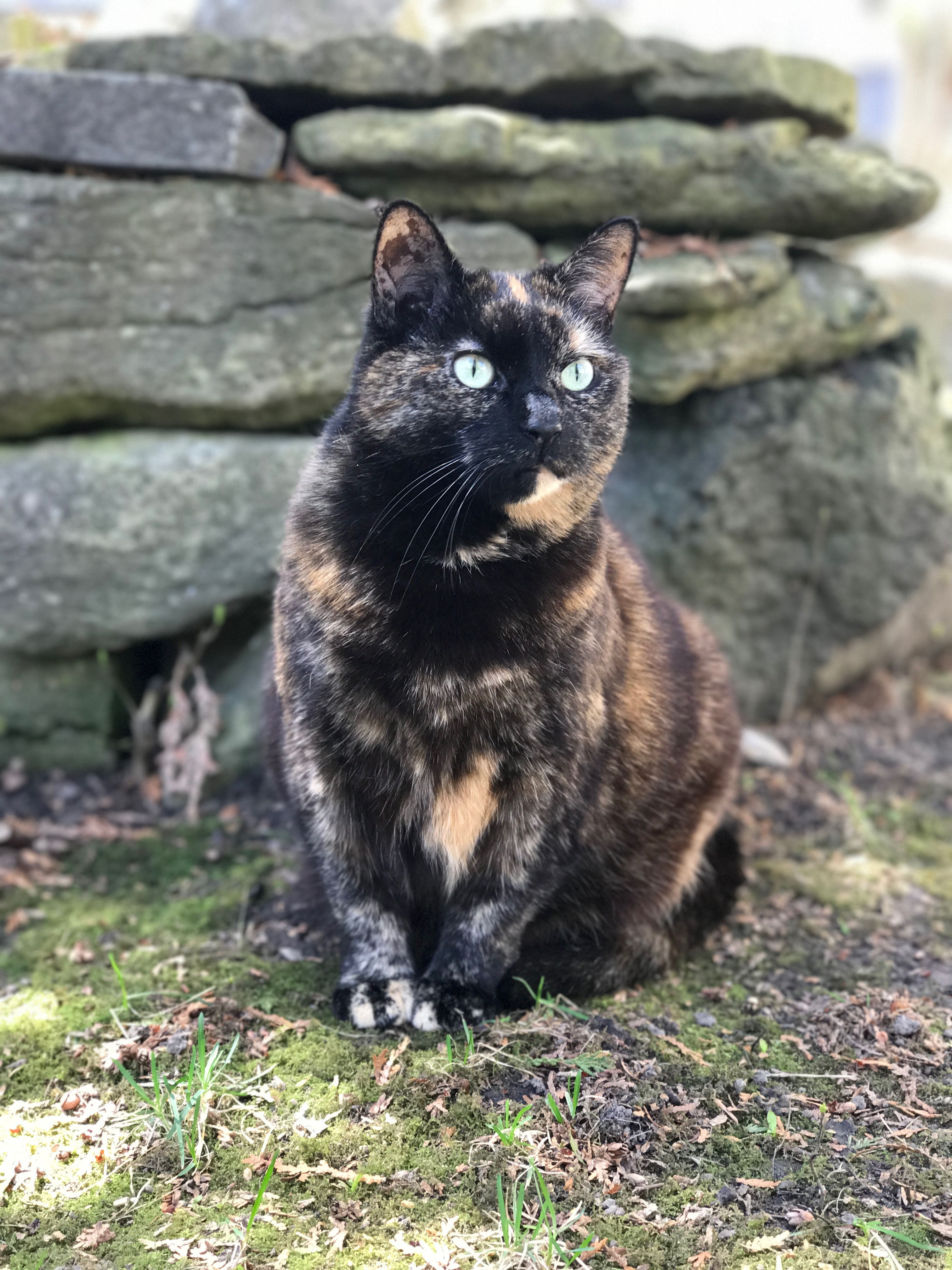
短毛玳瑁猫

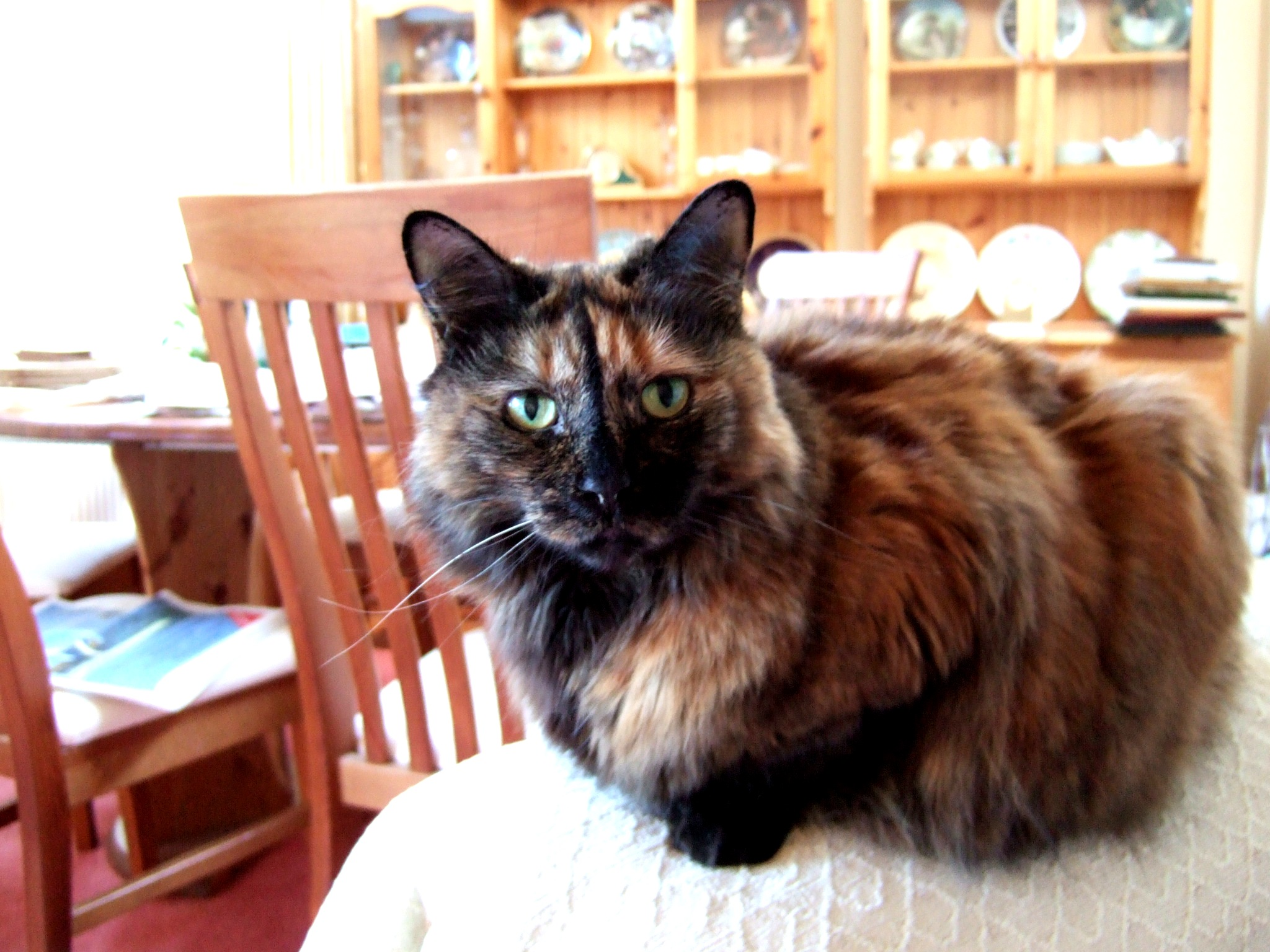
长毛玳瑁猫

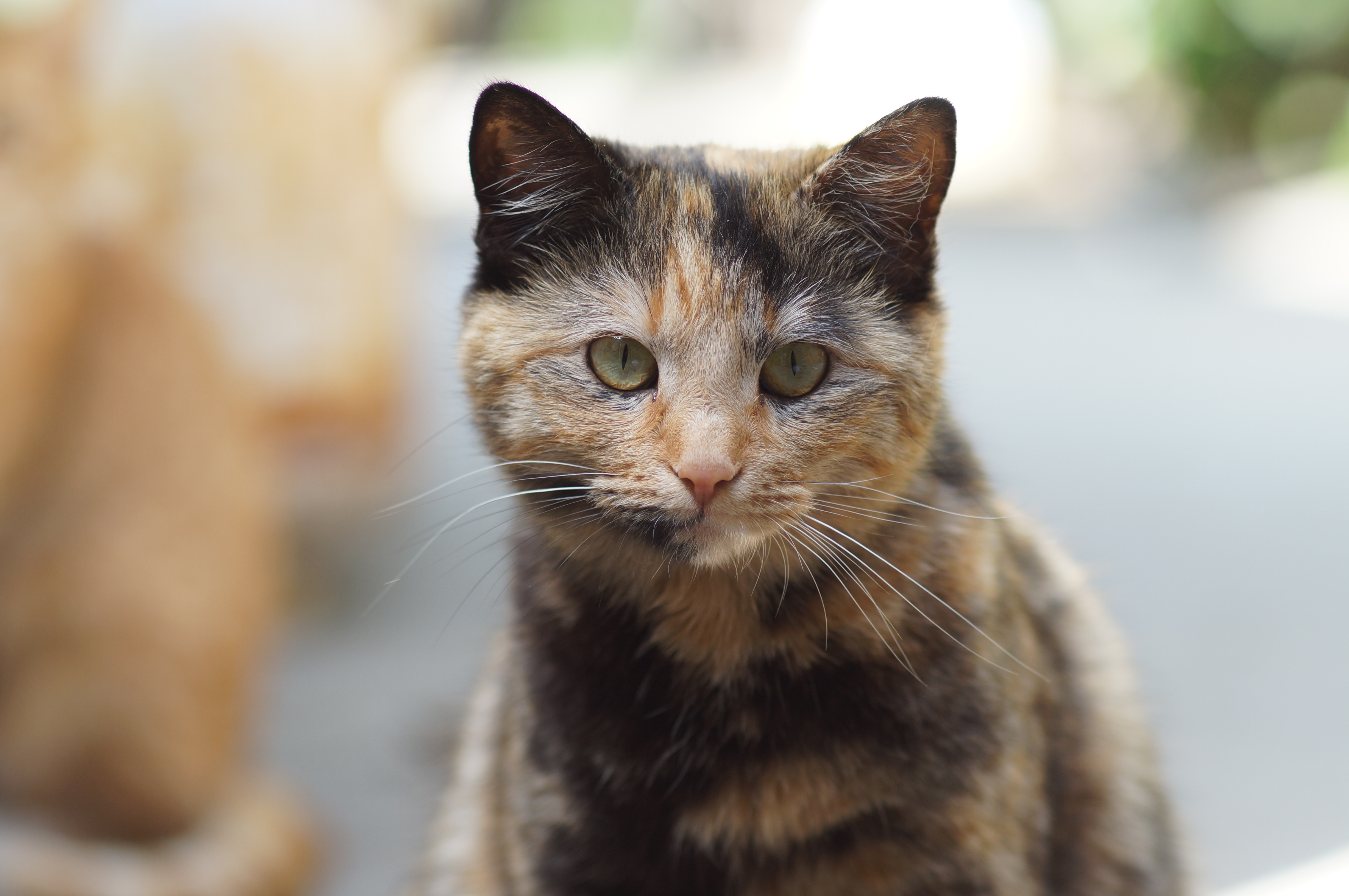
一只家养短毛玳瑁猫。可以看见少数的白色毛发和浅色毛发，大部分是橙色和黑色的补丁形毛发

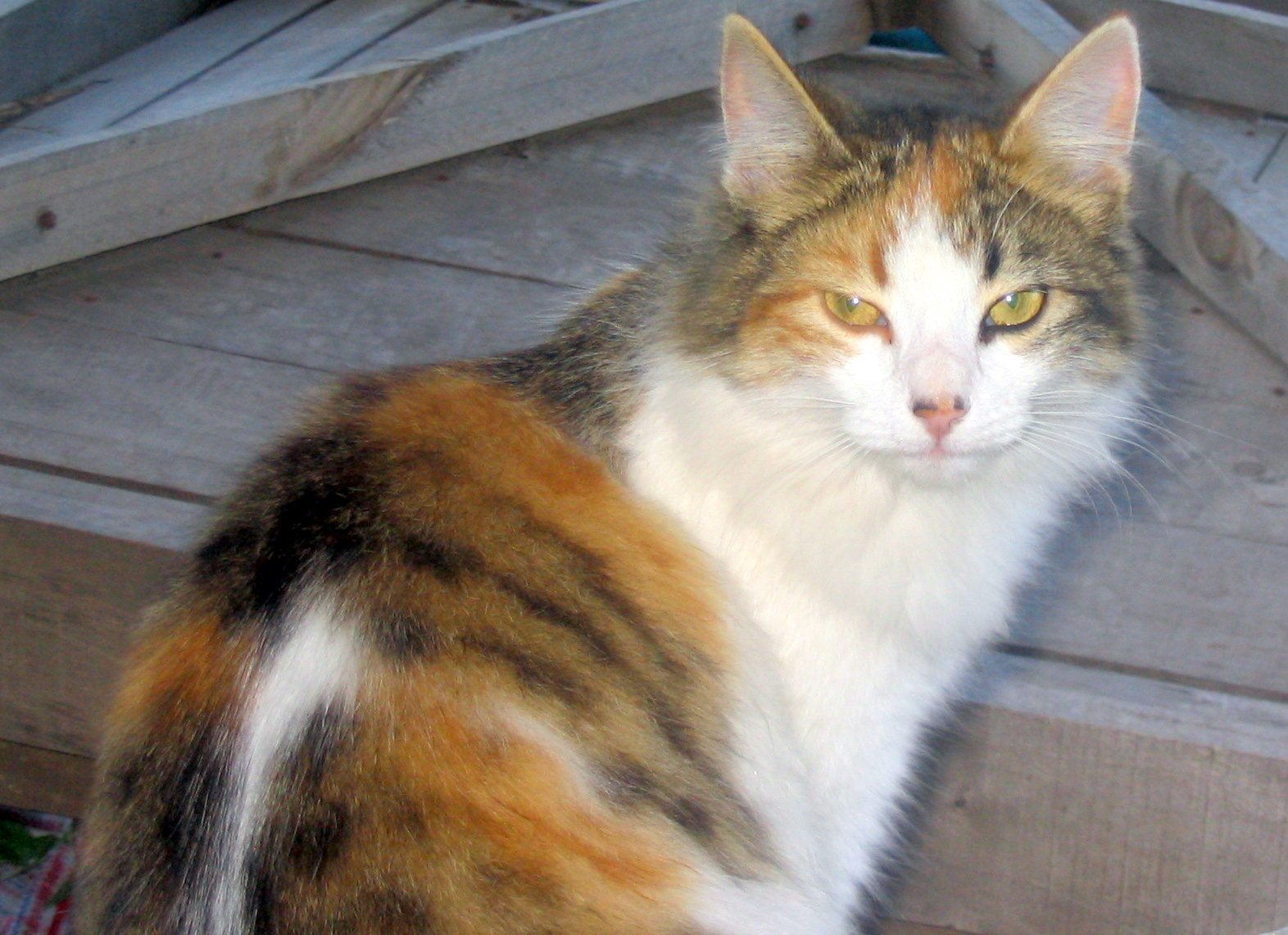
长毛三色猫

玳瑁猫毛发通常包含白色以及另外两种颜色，一般会紧密混合或者分散为较大的斑块。另两种颜色一般为红色或者黑色，不过红色有时候也由橙色、黄色或者奶油色代替。黑色有时也由巧克力色、灰色、虎斑或者蓝色代替。有时带虎斑的玳瑁猫会被称为玳瑁虎斑猫。

## 知名的玳瑁貓
- 日本和歌山縣紀之川市和歌山電鐵貴志川線貴志站的三色貓站長小玉小姐
- 台灣好味小姐玳瑁貓麻糊小姐
- 台灣六嘆玳瑁貓蕾蕾

## 解释说明
1. ↑  这是因为编码这种毛色的基因是在女性或X染色体上进行的。玳瑁猫从一个亲本继承了携带黑色基因的一条X染色体，另一条X染色体携带了黄色或橙色基因。两条X染色体意味着继承它们的小猫将是女性。在玳瑁是男性的罕见情况下，他有三条染色体：两个X和一个Y（通常为橘猫和黑猫所产下的）。[5]